# اونای امری
اونای امری اِچه گویین (به اسپانیایی: Unai Emery Etxegoien) (زادهٔ ۳ نوامبر ۱۹۷۱) بازیکن سابق مربی کنونی فوتبال اهل اسپانیا است که هدایت باشگاه فوتبال استون ویلا را بر عهده دارد.
او سابقه مربیگری در باشگاه‌هایی چون آلمریا، والنسیا، اسپارتاک مسکو، سویا، پاری سن ژرمن، آرسنال و ویارئال را دارد. وی در فصل ۲۰۲۱–۲۰۲۰ با تیم ویارئال قهرمان لیگ اروپا شد و عنوان پر افتخارترین مربی تاریخ لیگ اروپا را بدست آورد.

## افتخارات مربیگری

### سویا
- لیگ اروپا (۳): ۱۴–۲۰۱۳، ۱۵–۲۰۱۴، ۱۶–۲۰۱۵

### پاری سن ژرمن
- لیگ ۱ فرانسه(۱): ۱۸–۲۰۱۷
- جام حذفی(۲): ۱۷–۲۰۱۶، ۱۸–۲۰۱۷
- سوپر جام فرانسه(۲): ۲۰۱۶، ۲۰۱۷
- جام اتحادیه باشگاه‌های فرانسه(۲): ۱۷–۲۰۱۶، ۱۸–۲۰۱۷

### آرسنال
- لیگ اروپا: ۱۹–۲۰۱۸ (نایب قهرمان)

### ویارئال
- لیگ اروپا(۱): ۲۱–۲۰۲۰